# Chiridotea coeca
Chiridotea coeca là một loài chân đều trong họ Chaetiliidae. Loài này được Say miêu tả khoa học năm 1818. được tìm thấy ở phía tây Đại Tây Dương, từ Nova Scotia đến Florida.
Cá thể trưởng thành được làm phẳng theo chiều ngang. Ngực gần như tròn từ trên xuống và các chân dài, khỏe với các gân lớn. Phần bụng ngắn và nhọn. Thân dài tới 15 mm và rộng 7 mm. Chúng sử dụng đôi chân cuối cùng để đào đường hầm trong cát. Khi được đưa ra khỏi đường hầm (ví dụ: do tác động của sóng), chúng bơi xuống lớp nền, nơi chúng lại đào xuống lòng đất.
C. coeca ăn xác thối, thứ mà nó giữ bằng gnathopod của mình trong khi nhai các mảnh bằng răng hàm dưới. 